# Оксфорд Юниверсити (футбольный клуб)
Клуб ассоциации футбола «О́ксфорд Юниве́рсити» (англ. Oxford University Association Football Club) — английская футбольная команда, представляющая Оксфордский университет.

## История
Футбольная команда Оксфордского университета была основана 9 ноября 1871 года. Период наивысшего успеха пришёлся 1870-е годы, когда клуб выиграл Кубок Англии в 1874 году, а также трижды выходил в финал Кубка Англии (в 1873, 1877 и 1880 годах).
До 1921 года команда выступала на регбийном поле «Иффли Роуд», который она делила с регбийным клубом, после чего переехала на находящийся неподалёку футбольный стадион «Иффли Роуд».
Известный в 1950-е годы клуб «Пегасус» был основан студенческими командами Оксфорда и Кембриджа.
В настоящее время футбольный клуб «Оксфорд Юниверсити» выступает в спортивных лигах британских университетов и колледжей (British University and College Sports, BUCS), а также в ежегодном университетском матче против «Кембридж Университи».

## Игроки сборной Англии
Двадцать два игрока «Оксфорд Юниверсити» выступали за национальную сборную Англии, включая троих, сыгравших в первом матче сборных в истории 30 ноября 1872 года: Фредерик Чаппелл, Арнолд Керк Смит и Катберт Оттауэй.

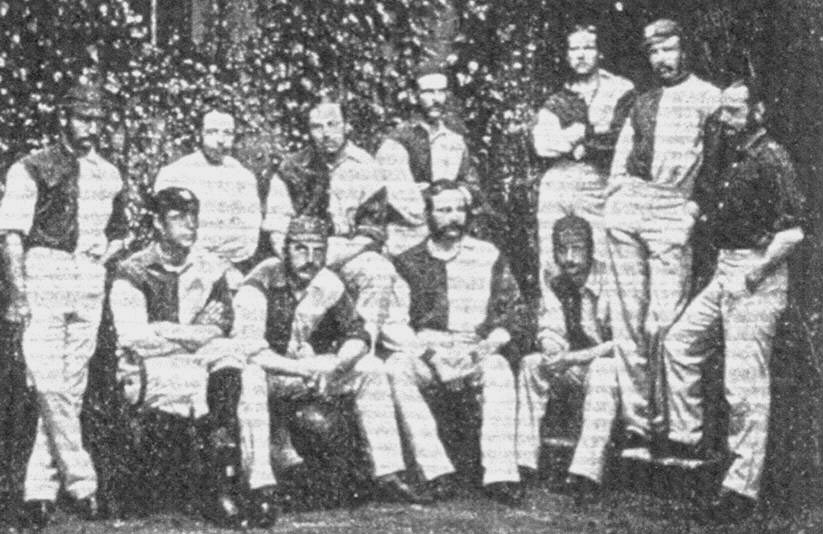
«Оксфорд Юниверсити» — обладатель Кубка Англии 1874 года

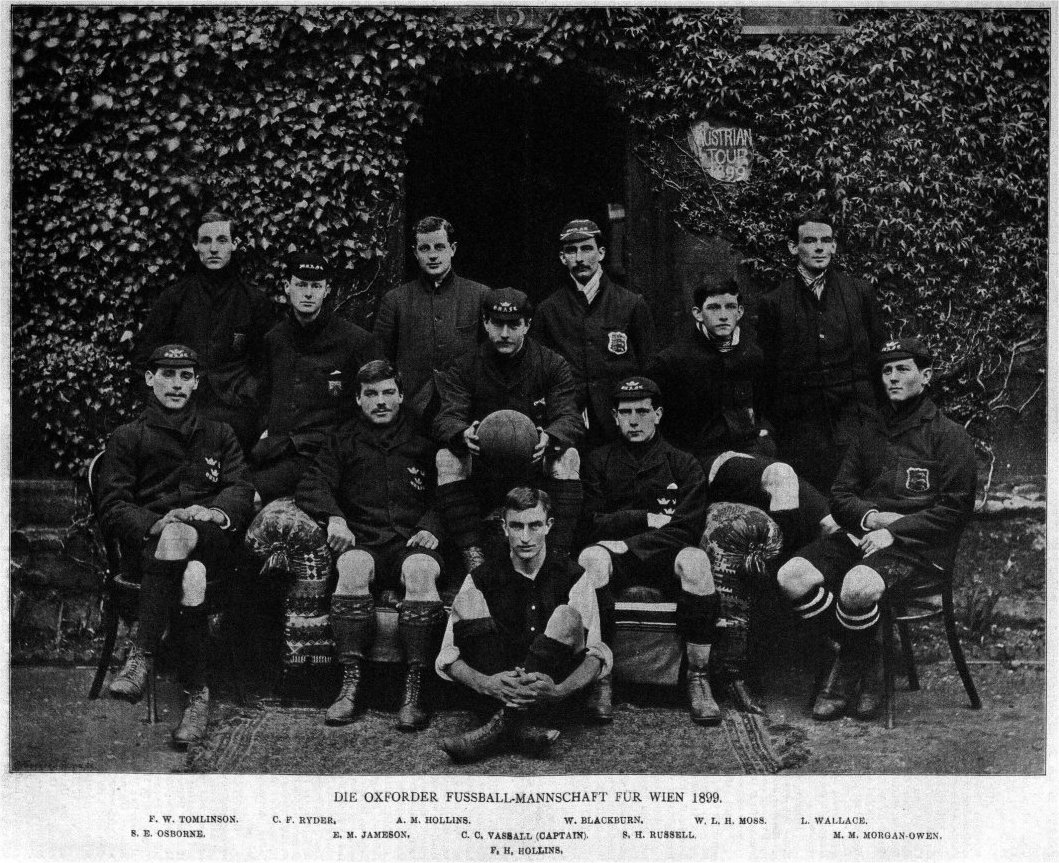
«Оксфорд Юниверсити» перед поездкой в Австрию в 1899 году

Полный список игроков клуба, выступавших за сборную Англии (в скобках указано количество матчей, сыгранных за сборную, будучи игроком «Оксфорд Университи»):
- Джон Бейн (1 матч)
- Артур Берри (1 матч)
- Фрэнсис Берли (1 матч)
- Уильям Бромли-Дэвенпорт (2 матча)
- Фредерик Чаппелл (1 матч)
- Эдмунд Карри (2 матча)
- Тип Фостер (1 матч)
- Генри Хэммонд (1 матч)
- Элфинстон Джексон (1 матч)
- Арнолд Керк-Смит (1 матч)
- Роберт Стюарт Кинг (1 матч)
- Уильям Оукли (4 матча)
- Катберт Оттауэй (2 матча)
- Персивал Парр (1 матч)
- Джордж Рейкс (4 матча)
- Уильям Росон (2 матча)
- Гилберт Озуалд Смит (7 матчей)
- Уолпол Вайдал (1 матч)
- Перси Уолтерс (2 матча)
- Ленард Уилкинсон (2 матча)
- Клод Уилсон (1 матч)
- Чарльз Рефорд-Браун (1 матч)

## Игроки сборной Уэльса
Следующие футболисты выступали за национальную сборную Уэльса, будучи игроками «Оксфорд Юниверсити»:
- Сидни Дарвелл (2 матча)
- Уильям Эванс (2 матча)
- Александер Джонс (1 матч)
- Хью Морган-Оуэн (2 матча)
- Морган Морган-Оуэн (5 матча)